# Uroplatus ebenaui
Uroplatus ebenaui е вид влечуго от семейство Геконови (Gekkonidae). Видът е световно застрашен, със статут Уязвим.

## Разпространение
Разпространен е в Мадагаскар.